# Седрик Гогуа
Седрик Гогуа (фр. Cédric Gogoua; Абиџан, 10. јул 1994) је штопер из Обале Слоноваче. Представљао је своју земљу на свим омладинским нивоима (испод 17 и 20 године).

## Каријера

### Почетак
Рођен у Абиџану, Гогуа своју сениорску фудбалску каријеру започиње у клубу Африка спортс из свог родног града 2010. године. У марту 2012. године је отишао на пробу на Тајланд, али није успео да потпише уговор. Након тога, Гогуа се вратио у своју домовину и играо за још два клуба.

### СЈК
Априла 2014. Гогуа прелази у СЈК, финског прволигаша. Гогуа је био кратко на позајмници у Керху 07. Дана 17. маја 2014. он је дебитовао за СЈК против ИФК Маријехамна у Првој лиги Финске. Дана 25. октобра 2014. године, Гогуа је постигао свој први гол за клуб против МиПа. Гогуа је за СЈК одиграо 59 утакмица, постигао 3 гола и уписао 2 асистенције. За 3 одигране сезоне, Гогуа је важио за једног од најбољих дефанзиваца финске лиге и најбољег играча свог тима и освојио је титулу првака Финске 2015. године.

### Партизан
Дана 17. јануара 2016. Гогуа потписује четворогодишњи уговор са Партизаном. За Партизан је дебитовао у 150. вечитом дербију против Црвене звезде када је постигао водећи гол на утакмици коју је Партизан на крају изгубио са 2:1. До краја сезоне 2015/16, у црно-белом дресу је забележио укупно 12 утакмица (осам у првенству, четири у купу). Са црно-белима је освојио Куп Србије а у финалном мечу против Јавора је провео свих 90. минута на терену.
На почетку наредне 2016/17. сезоне, наступио је на обе утакмице у квалификацијама за Лигу Европе против Заглебја, а играо је и на прве три утакмице у Суперлиги Србије. То су му били и једини наступи за црно-беле у овој сезони. У наредном периоду због проблема ван терена није био у комбинацији за први тим. Почетком октобра 2016. је приведен због вожње у припитом стању, након чега га је клуб финансијски казнио а потом и избацио из првог тима.

## Репрезентација
Гогуа је играо за репрезентацију Обале Слоноваче до 17 и 20 година.

## Клупски трофеји

### Африка спортс
- Лига 1 (1) : 2011.

### СЈК
- Првенство Финске (1) : 2015.

### Партизан
- Куп Србије (1) : 2015/16.

## Индивидуална признања
- Најбољи дефанзивац финске лиге (1) : 2014